# Pomnik Jana Kilińskiego we Lwowie
Pomnik Jana Kilińskiego we Lwowie – pomnik dłuta Juliana Markowskiego, uroczyście odsłonięty 18 czerwca 1895 w obecnym Parku Stryjskim we Lwowie.

## Opis
Pomnik ufundowali mieszczanie lwowscy. Monument przedstawia Jana Kilińskiego, który w prawej ręce unosi szablę, a w lewej ręce wznosi chorągiew.

## Tablice na pomniku Jana Kilińskiego

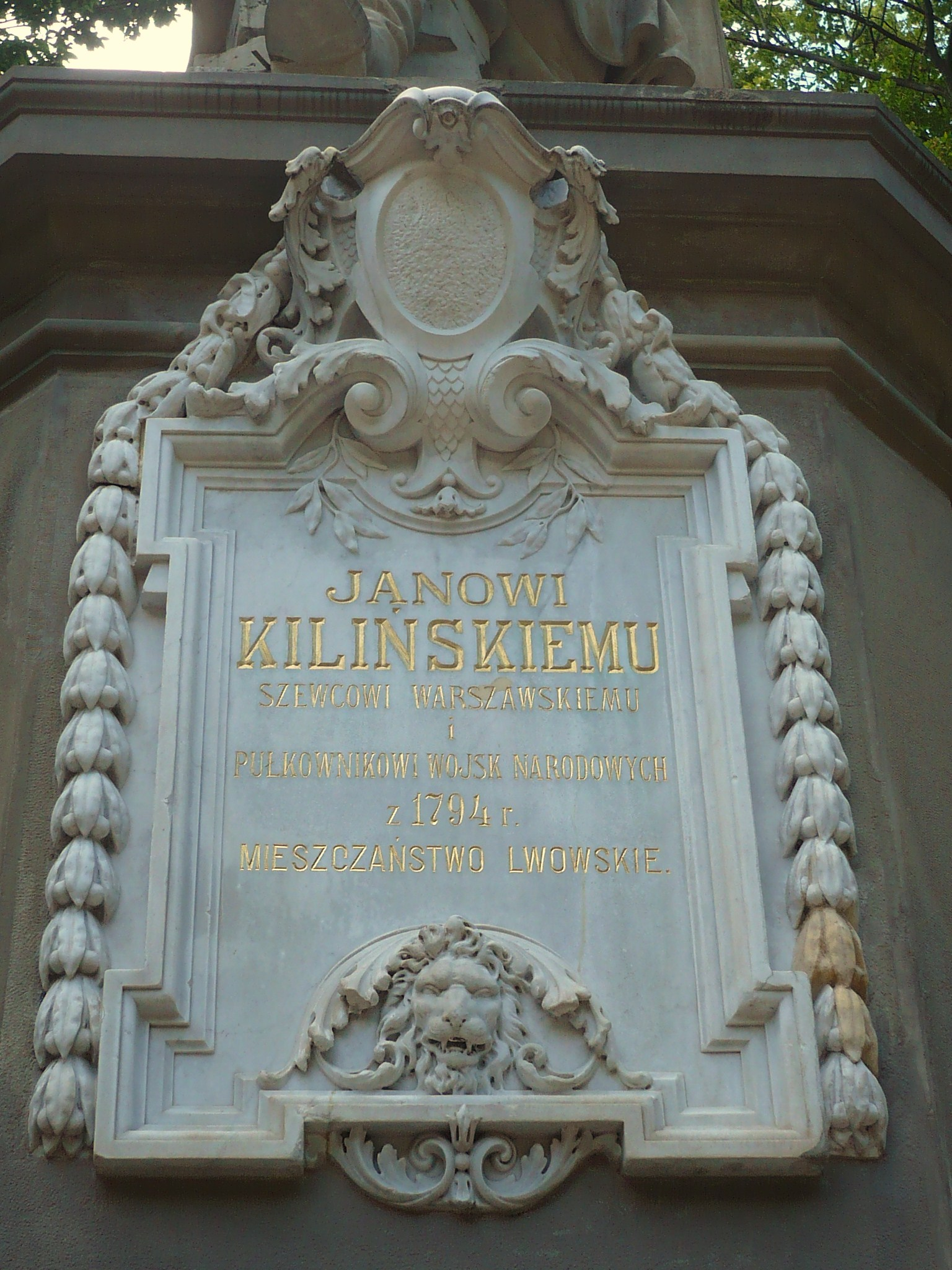
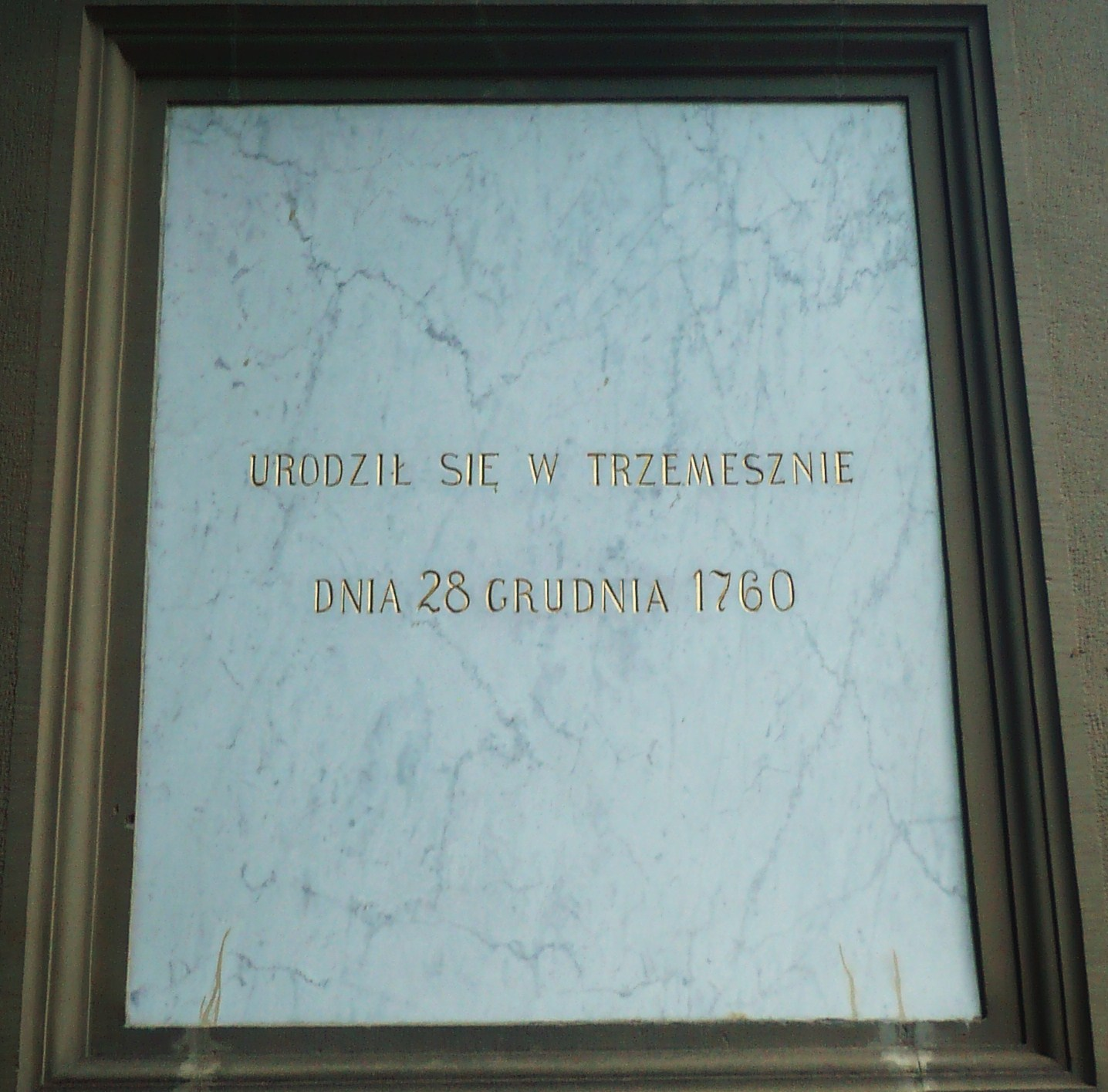
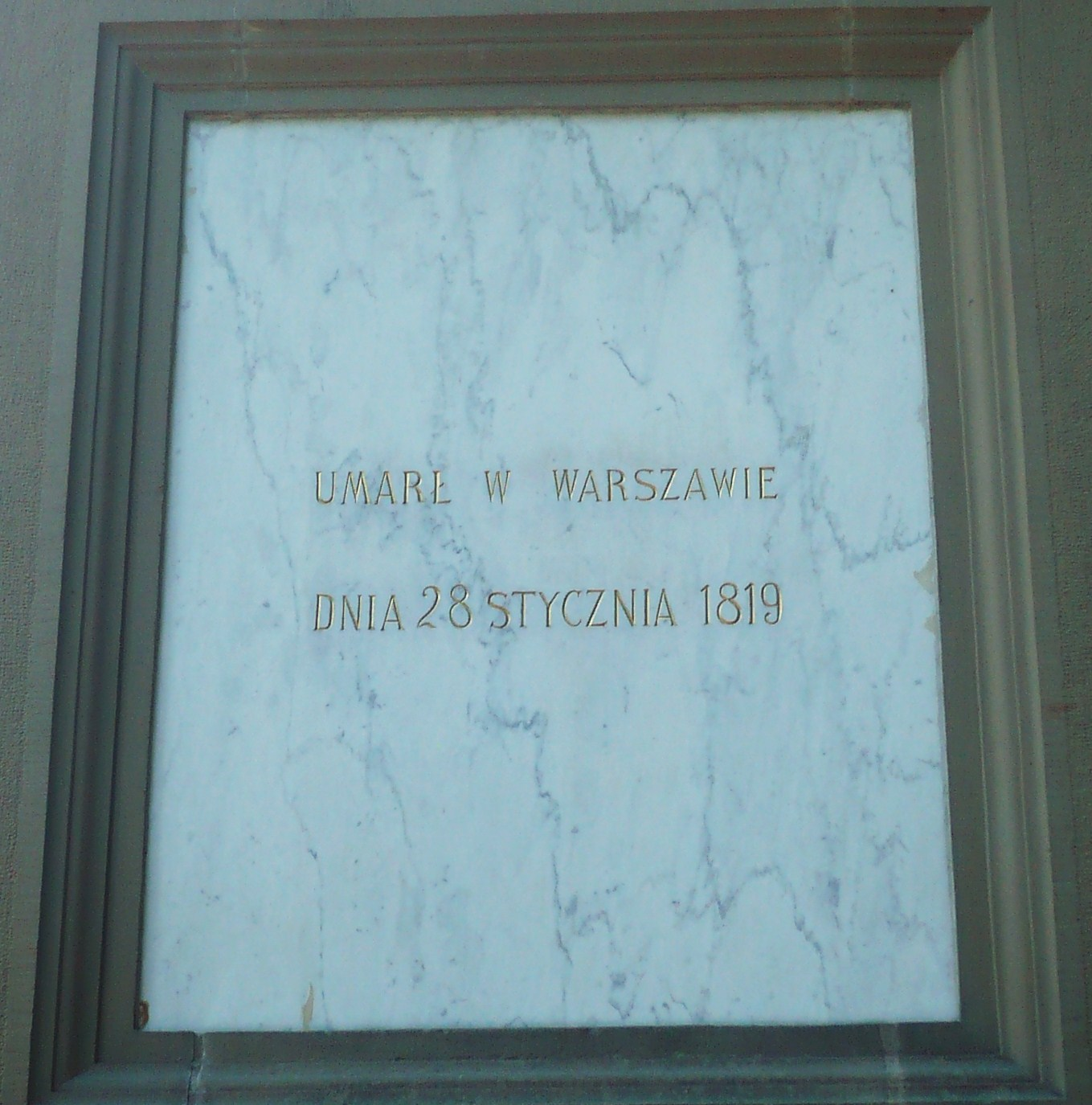
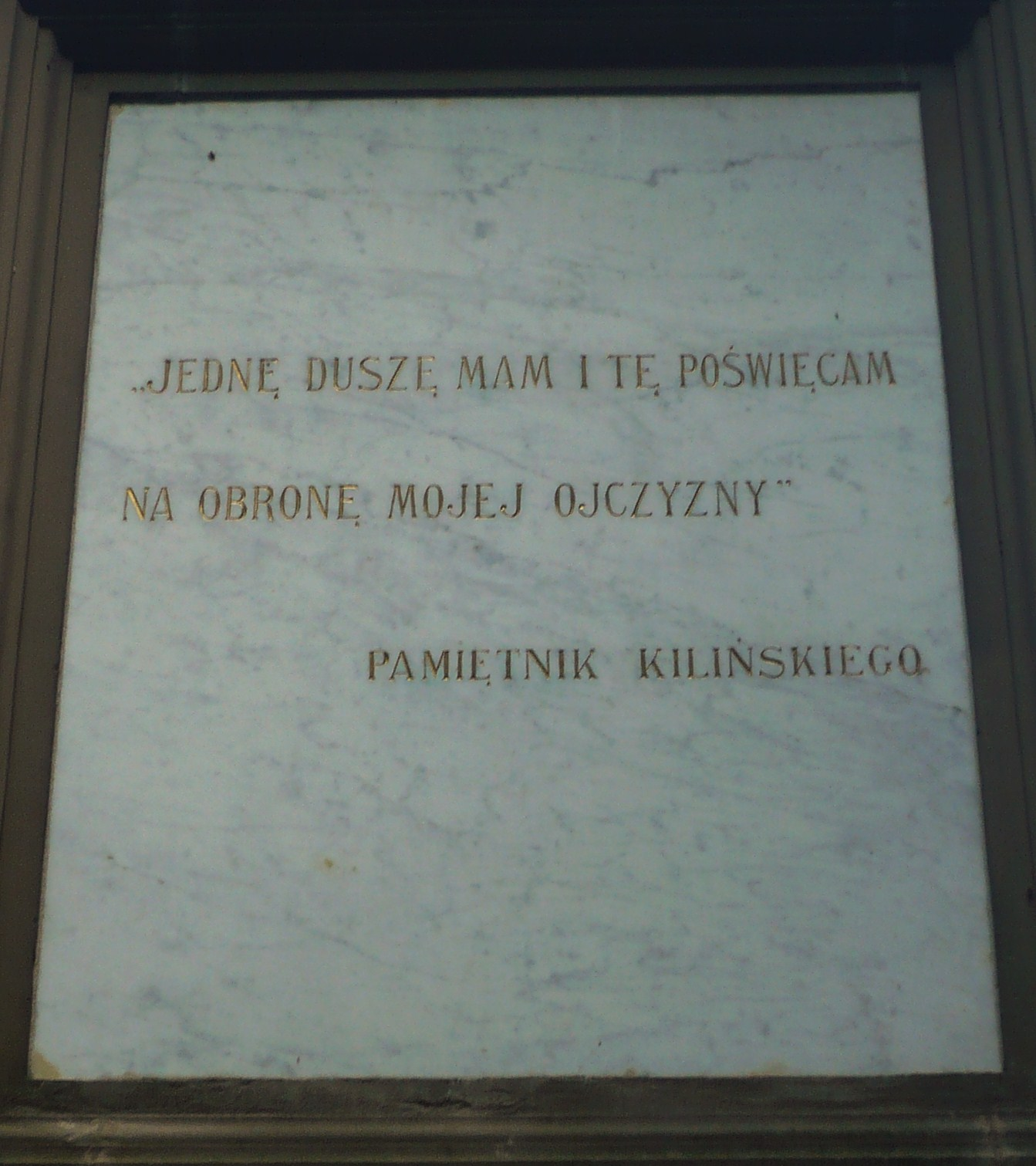

## Park i Pomnik Kilińskiego na starych widokówkach

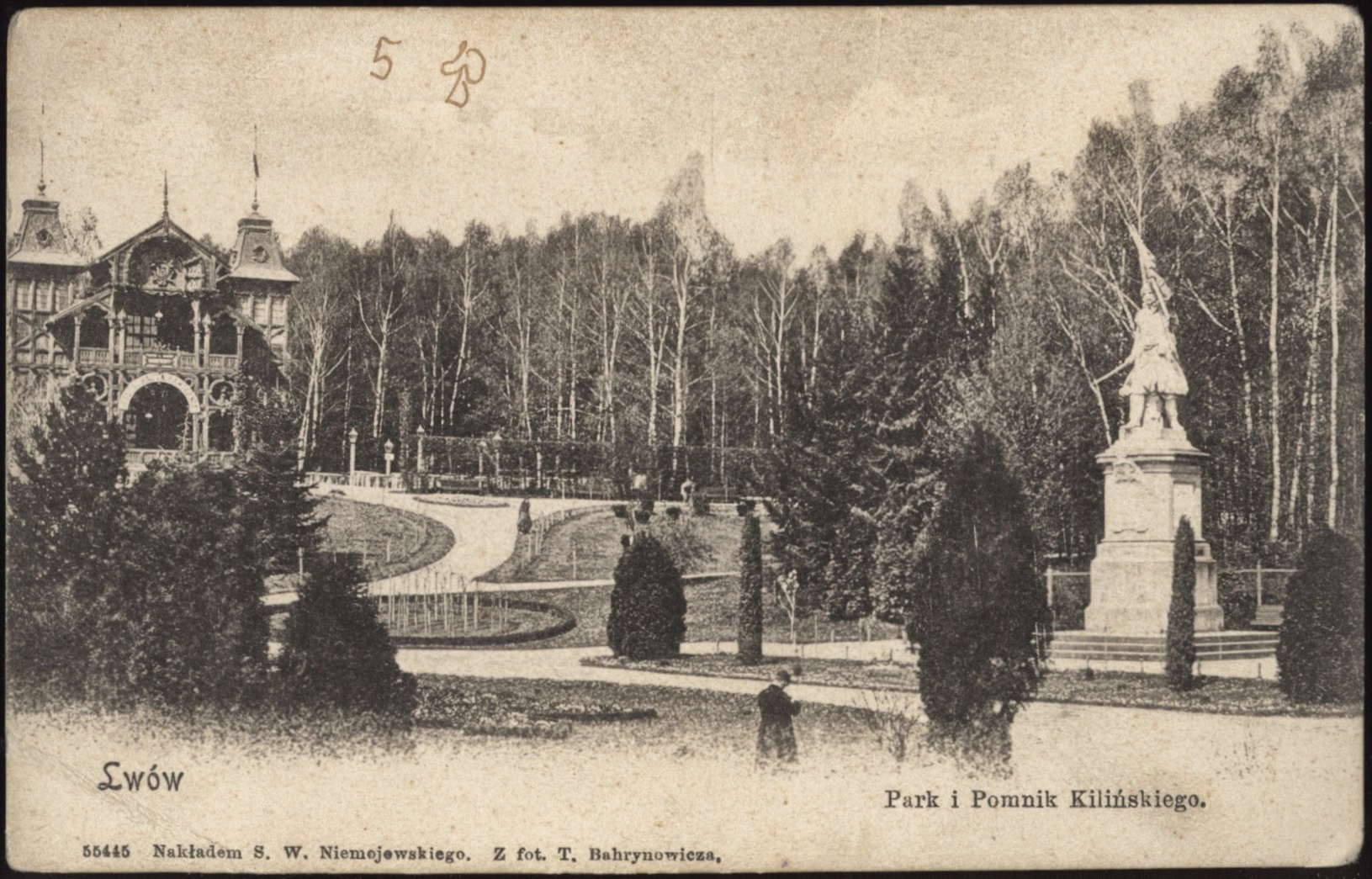
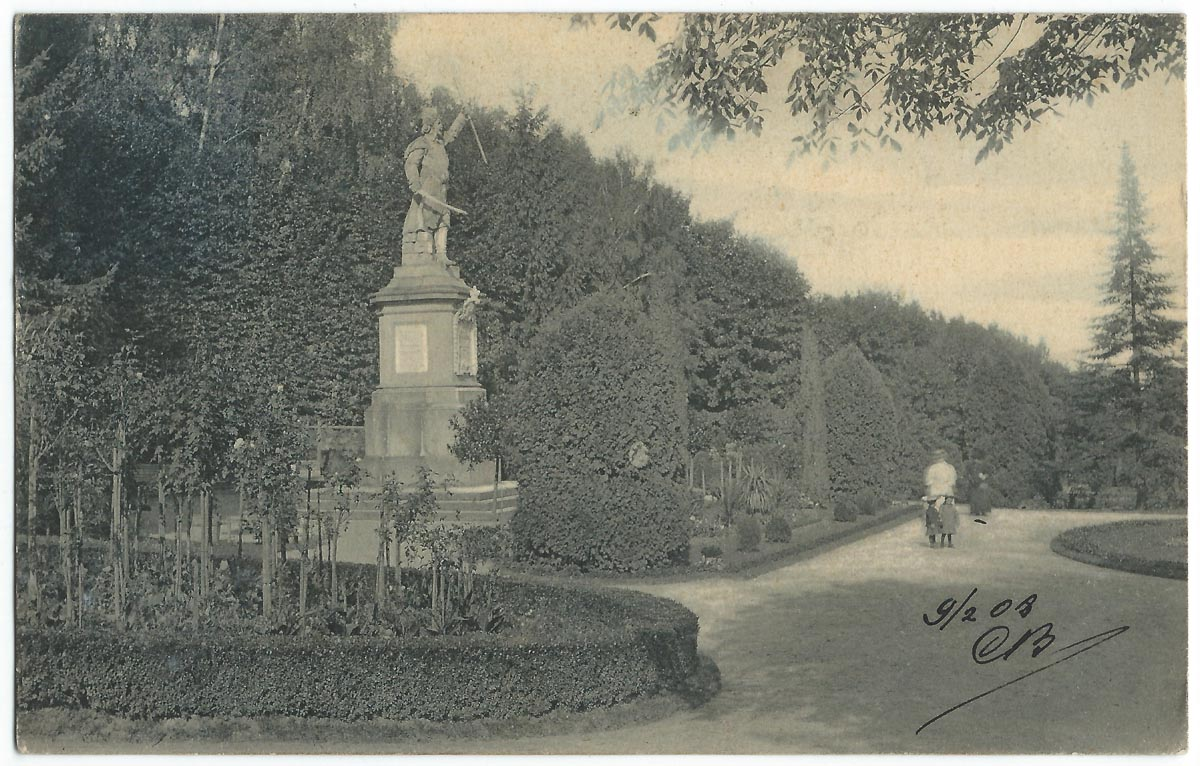
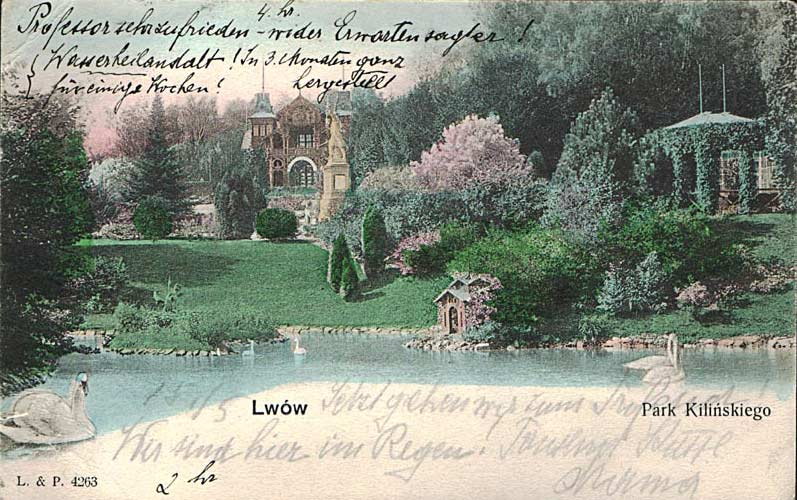
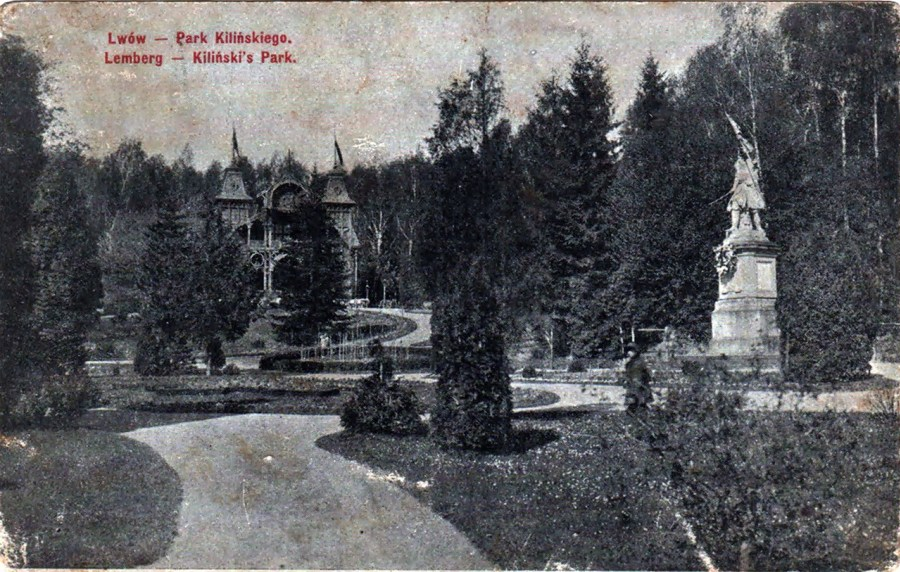